# جائحة فيروس كورونا في سيراليون
توثق هذه المقالة آثار جائحة فيروس كورونا 2019-2020 في سيراليون، وقد لا تتضمن جميع الاستجابات والتدابير والإجراءات الرئيسية حتى الآن.

## خلفية
في 12 يناير 2020، أكدت منظمة الصحة العالمية عن ظهور فيروس كورونا المستجد كسبب للمرض التنفسي الذي أصاب مجموعة من الأشخاص في مدينة ووهان، مقاطعة خوبي، الصين، إذ أُبلغ عنهم إلى منظمة الصحة العالمية في 31 ديسمبر 2019. كانت نسبة الوفيات بين الحالات المُشخصة بكوفيد-19 أقل بكثير من جائحة فيروس سارس في عام 2003، لكن انتقال العدوى كان أكبر، والوفيات أيضًا.

## الجدول الزمني
في 31 مارس، أكد رئيس سيراليون أول حالة إصابة بمرض فيروس التاجي في البلاد في 2019، وهو رجل يبلغ من العمر 37 عامًا سافر من فرنسا في 16 مارس وكان في عزلة منذ ذلك الحين.
في 1 أبريل، أكدت سيراليون حالتها الثانية التي ليس لها تاريخ في السفر أو الاتصال بالحالة الأولى للبلاد. أعلنت الحكومة عن إغلاق لمدة 3 أيام ابتداء من 5 أبريل.
في 4 أبريل، تم تأكيد حالتين أخريين.

## التدابير الوقائية
في 25 مارس، قبل تأكيد أول حالة في البلاد، أعلنت الحكومة حالة الطوارئ لمدة 12 شهرًا.
تم حظر الدخول إلى البلاد وحظر التجمعات الدينية. تم الإعلان عن إغلاق لمدة ثلاثة أيام ليبدأ في 5 أبريل.
أعلن البنك الدولي عن منحة قدرها 7.5 مليون دولار لمساعدة سيراليون على التعامل مع الوباء.